# John Dos Passos
John Roderigo Dos Passos (Chicago, 14 januari 1896 – Baltimore, 28 september 1970), was een Amerikaans romanschrijver, dichter, toneelschrijver, politiek activist en beeldend kunstenaar. In zijn bittere, impressionistische romans viel hij de hypocrisie en het materialisme van de Verenigde Staten in de jaren 1920 en 1930 aan. De U.S.A.-trilogie wordt als zijn hoofdwerk beschouwd. Na de publicatie van deze roman zwakte Dos Passos zijn radicale filosofie af en werd steeds conservatiever. Tegelijkertijd werd zijn schrijven minder gepassioneerd en werd zijn stijl meer direct en eenvoudig. Hij zou echter nooit meer zo succesrijk worden als in de jaren twintig en dertig.
Dos Passos zette zijn literair talent in om de turbulente gebeurtenissen van de 20e eeuw te commentariëren, waardoor hij in de VS de reputatie kreeg een harde criticus te zijn van de Amerikaanse politiek en levensstijl. Precies doordat hij zichzelf in de eerste plaats zag als de chroniqueur van zijn eigen tijd, laat zijn schrijven zich niet makkelijk in een traditionele categorie - fictie of non-fictie - vangen. Dat bleek reeds uit zijn eerste experimentele roman, Manhattan Transfer uit 1925, waarin hij in een heel eigen stijl fictie en non-fictie vermengt. Hij was een van de Lost Generation-schrijvers, expatriates zoals Ernest Hemingway en F. Scott Fitzgerald die na de Eerste Wereldoorlog verkozen in Parijs te blijven. Gedurende zijn lange en succesvolle carrière schreef Dos Passos tweeënveertig romans, maar ook gedichten, essays en toneelstukken, en daarnaast creëerde hij meer dan 400 kunstwerken. Hoewel hij in de jaren twintig en dertig communistische sympathieën koesterde, veranderde hij van koers toen een van zijn beste vrienden door de communisten werd terechtgesteld in de Spaanse Burgeroorlog. Vanaf de jaren vijftig voerde hij in de VS zelfs campagne voor republikeinse presidentskandidaten. In 1967 werd hij uitgenodigd naar Rome om de prestigieuze Antonio Feltrinelli Prijs voor internationale onderscheiding in de literatuur in ontvangst te nemen. Hij overleed op 28 september 1970, als een schrijver die in het buitenland meer geëerd werd dan in zijn eigen land. De John Dos Passos Prize is naar hem vernoemd.

## Jeugd en vroege volwassenheid
John Dos Passos werd geboren in Chicago als zoon van een koppel dat op dat ogenblik ongehuwd was: Lucy Addison Sprigg Madison en John Randolph Dos Passos, een rijke advocaat van Portugese afkomst. Vanaf 1907 studeerde hij aan de exclusieve Choate School in Wallingford, en daarna kreeg hij privéles tijdens een zes maanden durende studiereis door Frankrijk, Engeland, Italië, Griekenland en het Midden-Oosten, alwaar hij kennis opdeed over de meesters van de klassieke kunst, architectuur en literatuur. 
In 1913 begon zijn studie aan de Harvard-universiteit, waar hij werd ingeschreven onder de naam John Roderigo Madison. Het was zijn vaders wens dat hij architect zou worden, wat de reden was dat hij na het behalen van zijn diploma in 1916 naar Spanje reisde om kunst en architectuur te bestuderen. Tijdens de Eerste Wereldoorlog, in juli 1917, werd Dos Passos vrijwilliger voor het Norton-Harjes Ambulance Corps, samen met zijn vrienden, de dichters E.E. Cummings en Robert Hillyer. Hij werkte als ziekenwagenbestuurder in Parijs en in noordelijk Midden-Italië. Na de zomer van 1918 was hij klaar met het ontwerp van zijn eerste roman, maar op dat ogenblik werd hij opgeroepen voor actieve dienst in het Amerikaanse Army Medical Corps in Camp Crane in Pennsylvania. Aan het eind van de oorlog werd hij gestationeerd in Parijs, waar hij van de legeroverheid toestemming kreeg om aan de Sorbonne antropologie te gaan studeren. Later zou hij deze ervaringen in het naoorlogse Parijs verwerken in zijn U.S.A- trilogie.

## Jaren twintig
Dos Passos' eerste roman, One Man's Initiation-1917  was een autobiografisch werk, waarin hij vertelde over zijn oorlogservaringen. Hij had het samengesteld uit notities die hij als vrijwilliger van het Rode Kruis had geschreven toen hij in Europa in het Norton-Harjes Ambulance Corps zat, en later in het Amerikaanse leger. Het werd in oktober 1920 in Londen gepubliceerd door Allen & Unwin. Dos Passos moest mee betalen voor de publicatiekosten en er werden in zes maanden tijd slechts 63 exemplaren van de roman verkocht. Critici negeerden het werk volledig. 
Voor zijn tweede roman, Three Soldiers, een anti-oorlogsroman die later een klassieker werd in zijn genre, vond hij slechts een uitgever nadat hij door 14 andere uitgevers geweigerd was. Uiteindelijk besloot de New Yorkse uitgever George H. Doran het te wagen. Hij legde de auteur wel de eis op dat hij obscene woorden in het manuscript zou schrappen, ook al had Dos Passos er de bedoeling mee het verhaal zo realistisch mogelijk te maken. Het boek zou vooral bij verontwaardigde Amerikaanse militairen veel stof doen opwaaien en Dos Passos in een klap beroemd maken. Nog voor het boek werd gepubliceerd, trok John Dos Passos echter samen met E.E. Cummings terug naar Europa, en daaruit kwam To the Road Again voort, een verzameling impressionistische essays over Spanje over twee nomaden die te voet van Madrid naar Toledo trekken in de jaren na de Eerste Wereldoorlog. 
Na het succes van Three Soldiers greep de George H. Doran Company de kans aan om meer van Dos Passos' werk te publiceren, en zo verscheen er in 1922 bij deze uitgever een Amerikaanse editie van One Man's Initiation—1917, een verzameling van Dos Passos' reisessays (Rosinante to the Road Again) en de dichtbundel A Pushcart at the Curb, en in 1923 zijn roman Streets of Night. Three Soldiers kreeg deze keer vrij gunstige recensies, terwijl Streets of Night (een boek dat hij in Harvard was begonnen voor hij de oorlog in Europa had meegemaakt) niet erg in de smaak viel. Deze roman wordt overigens nog steeds als Dos Passos' zwakste roman beschouwd.
Bij Manhattan Transfer, zijn volgende roman, in november 1925 gepubliceerd door Harper & Brothers, kreeg Dos Passos weer te maken met een uitgever die hem verplichtte te "godslasterlijke gedeelten" te schrappen. Ondanks deze ingrepen vond een aantal critici de schrijfstijl nog steeds te 'smerig' en de personages te onfatsoenlijk. Anderen, zoals de schrijvers D.H. Lawrence en  F. Scott Fitzgerald, waren dan weer heel enthousiast over het boek. Sinclair Lewis voorspelde zelfs dat Dos Passos met dit werk de aanzet had gegeven voor een geheel nieuwe school van Amerikaanse schrijvers.
Eind jaren twintig vergrootte Dos Passos' politiek engagement nog. Zo schreef hij tijdens het voorjaar van 1926 voor het communistische tijdschrift The New Masses een ooggetuigenverslag van een textielstaking in Passaic, New Jersey, waarin hij zei zich als toeschouwer geschaamd te hebben omdat hij daar als bevoorrechte middenklasser stond toe te kijken. En in het pamflet Facing the Chair (elektrische stoel) nam hij het op voor de naar de VS geëmigreerde Italiaanse anarchisten Sacco en Vanzetti die riskeerden te worden geëxecuteerd. Hij begon in deze periode ook aan de trilogie USA, waarmee hij wilde aantonen wat er met de democratie in Amerika was misgelopen. Ondanks zijn communistisch activisme tussen 1926 en 1934 werd Dos Passos nooit lid van de communistische partij.

## Jaren dertig

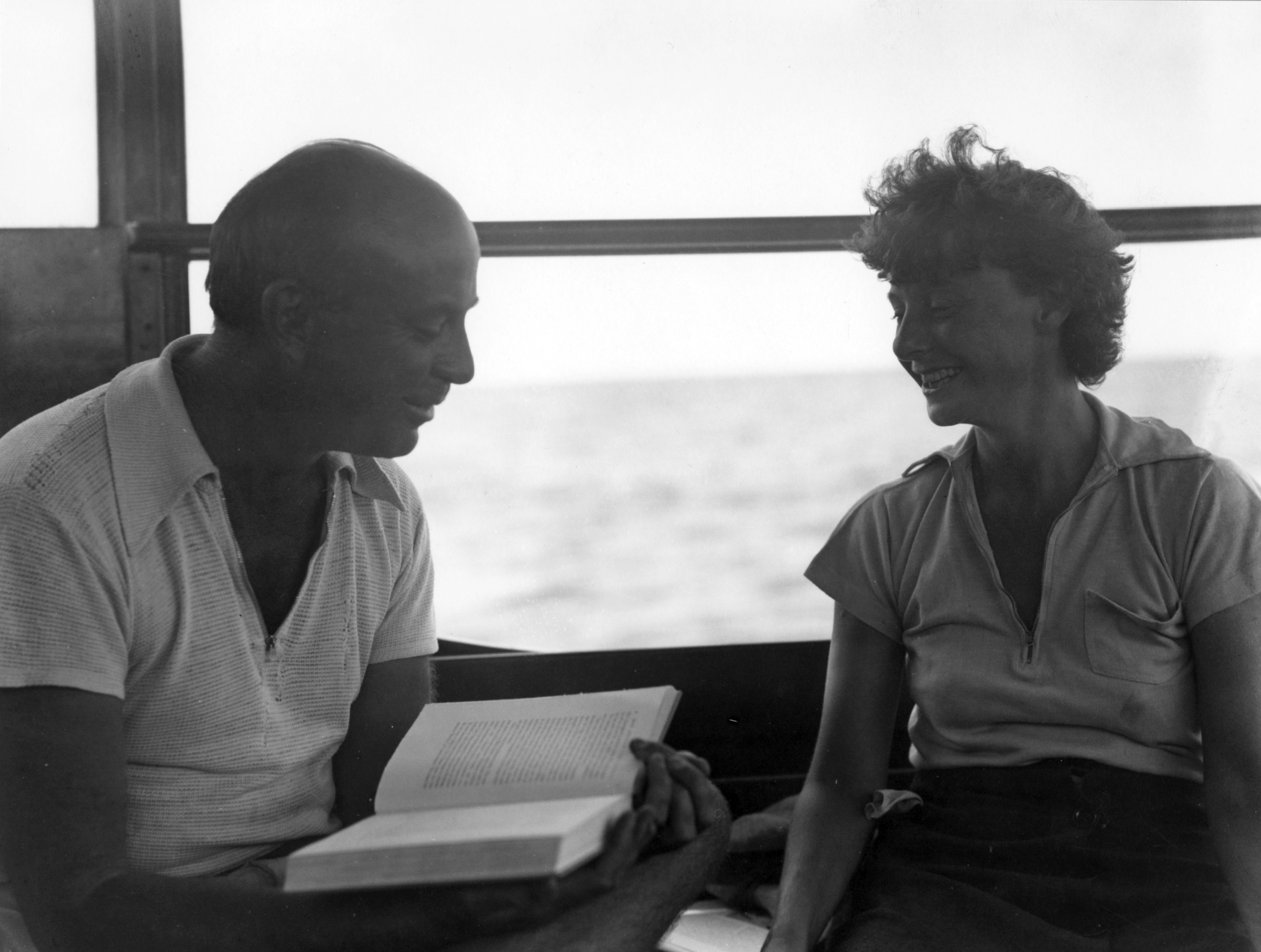
John Dos Passos in 1932, met Katy, aan boord van de Anita, de boot van Joe Russell ("Sloppy Joe").

Dos Passos was nu een bekend auteur geworden. Daardoor kreeg hij het bij het eerste deel van zijn U.S.A.-trilogie, The 42nd Parallel (1930), van zijn uitgever Harper & Brothers voor elkaar dat uitdrukkingen als "son of a bitch" die hij zijn personages in de mond legde mochten blijven staan. Ook zijn Britse uitgever, Constable, die de Newsreel sections (fragmenten met impressies, nieuwsberichten, liedjes etc.)  uit de tekst wilde schrappen, moest Dos Passos zijn zin geven. De vernieuwingen en experimenten in vorm en stijl die Dos Passos bracht in Manhattan Transfer en The 42nd Parallel bleven aan beide zijden van de oceaan veel kritiek uitlokken bij behoudsgezinde commentatoren.  
Het tweede deel van de U.S.A.-trilogie werd in maart 1932 gepubliceerd door Harcourt Brace onder de titel 1919 en ontving lovende recensies. Net als in Three Soldiers en One Man’s Initiation-1917 focust Dos Passos in 1919 op de schade die de Eerste Wereldoorlog veroorzaakte, maar richt zich nu meer op de angst en sociale onrust aan het thuisfront. Het boek kreeg veel bijval van communisten in de Sovjet-Unie en in de VS, maar Dos Passos bleef zijn eigen weg gaan. In 1934 publiceerde hij zelfs een kritische open brief aan de communistische partij omdat die op 16 februari met geweld een samenkomst van de socialisten had verbroken in Madison Square Garden. Zijn visie dat ideologische verschillen de revolutie alleen maar in de weg stonden werd door de communisten als een soort verraad beschouwd.
In 1936 verscheen de roman The Big Money, het laatste deel van Dos Passos' ambitieuze trilogie over Amerika's materialistische succes en morele verval. The Big Money schetst een portret van de naoorlogse VS toen de industrialisatie op volle toeren draaide en de beursnoteringen piekten. Een land, zo suggereert Dos Passos, dat te snel draaide en op weg was naar de crash van 1929. De week dat The Big Money werd gepubliceerd stond Dos Passos' foto op de cover van Time magazine, en in de coverstory werd hij vergeleken met Tolstoj, Balzac en Joyce omdat hij de hedendaagse geschiedenis van zijn land als onderwerp voor zijn fictie had gekozen. De recensies waren opnieuw overwegend gunstig.
Dos Passos’ breuk met radicaal links kwam er in 1937, na zijn ervaringen tijdens de Spaanse Burgeroorlog. Samen met anderen had hij het plan opgevat om in Spanje een documentaire te gaan filmen ("The Spanish Earth") om te tonen hoe de mensen in de dorpen leden onder de opstand die Franco tegen de Republiek was begonnen. Dos Passos gaf het project op toen hij in Spanje hoorde dat zijn vriend José Robles (die Manhattan Transfer in het Spaans had vertaald) was gearresteerd en later werd geëxecuteerd door een communistische factie binnen de regeringsgetrouwen. Hij besloot terug te keren, wat ook de oorzaak was van de breuk tussen hem en zijn oude vriend Hemingway, die later het gerucht verspreidde dat Dos Passos Spanje uit lafheid had verlaten. Het leverde Dos Passos het thema op voor zijn volgende roman, Adventures of a Young Man uit 1939. Zijn protagonist is daar de eenling Glenn Spotswood, die luistert naar zijn geweten en de communistische partij verlaat wanneer hij zich realiseert dat deze meer geeft om de toekomstige revolutie dan om de stakende mijnwerkers van Harlan Country in Kentucky. Deze roman zou het eerste deel worden van zijn trilogie District of Columbia, een gefictionaliseerde sociale geschiedenis van de VS in de jaren 30 en 40.

## Jaren veertig en later
In 1947 werd John Dos Passos opgenomen in de American Academy of Arts and Letters. Hetzelfde jaar sloeg het noodlot echter toe toen zijn vijfenvijftigjarige vrouw Katharine Smith de dood vond bij een auto-ongeluk. Dos Passos zelf werd aan een oog blind. Het echtpaar had geen kinderen. Dos Passos hertrouwde in 1949: samen met Elizabeth Hamlyn Holdridge (1909-1998) kreeg hij een dochter, Lucy Hamlin Dos Passos (geb. 1950).
Dos Passos had zijn geloof in de marxistische revolutie verloren en richtte zich nu op een ander ideaal, namelijk dat van de democratie, met de VS als belangrijkste voorvechter. Het waren vooral zijn ervaringen in Europa tijdens de Tweede Wereldoorlog die hem tot dit inzicht hadden gebracht. Meer dan ooit was hij zich bewust van zijn verantwoordelijkheid als chroniqueur en de sociale rol die hij als reporter had te vervullen, wat zich ook uitte in het soort fictie dat hij schreef. De eerste roman die van hem in de jaren 40 verscheen was de satire Number One (1943), het eerste deel van een trilogie waarin Dos Passos zijn desillusie uitdrukt over de arbeidersbeweging, de radicalistische politiek en het New Deal-liberalisme.
The Grand Design uit 1949 hekelt de bureaucratische centralisatie die president Franklin D. Roosevelts New Deal-administratie doorvoerde. Dos Passos zou later in een interview zeggen dat Roosevelt een goede president zou zijn geweest als hij slechts twee termijnen had gedaan. De reacties op The Grand Design door recensenten waren overwegend negatief.
In 1952 gaf Houghton Mifflin Dos Passos' tweede trilogie in één enkel boekdeel uit onder de titel District of Columbia. In Chosen Country, dat in 1951 werd uitgebracht, koos Dos Passos voor een meer autobiografische aanpak. Na zijn lange reeks harde satirische romans leek hij met deze eerder sentimentele roman een andere weg te hebben ingeslagen. De titel Chosen Country verwijst naar een verandering die zich in Dos Passos politieke voorkeur heeft voorgedaan: van kritische opponent van de regering en de idealen van de VS naar gepassioneerd verdediger van the American way of life.
In de jaren 50 schreef Dos Passos behalve essays en een biografie van Thomas Jefferson nog twee romans. In Both Most Likely to Succeed uit 1954 is zijn thema de infiltratie van communisten in Hollywood. The Great Days uit 1958 gaat over Amerikanen die vochten in de Tweede Wereldoorlog. Beide romans werden afgebroken door de critici. Intussen werkte Dos Passos aan een grootse, sociaal bewogen roman die aanving op het punt waar U.S.A. was gestopt (eind jaren twintig) en de volgende twee decennia overschouwde. Hij werkte er veertien jaar aan, en in 1961 werd Midcentury gepubliceerd. Het boek werd een succes en prijkte vijftien weken op de bestsellerlijst van The New York Times. Sommige critici zoals Gore Vidal verweten hem echter dat hij zichzelf had geïmiteerd. Hij had het beproefd recept van eerder werk dunnetjes overgedaan, met zijn ingelaste fragmenten met biografieën van prominente Amerikanen, documentaire collages uit kranten en fictieve verhalen over representatieve Amerikanen. 
Dos Passos zou onvermoeibaar blijven schrijven totdat hij in 1970 aan hartfalen overleed. Zijn laatste, onafgewerkte roman Century's Ebb: The Thirteenth Chronicle werd in 1975 postuum door Gambit Publications uitgegeven. Op dat ogenblik was Dos Passos als auteur echter al uit de belangstelling, en er verschenen bijna geen reviews over zijn laatste werk. Uit Century's Ebb blijkt hoe groot de invloed van Walt Whitman wel was op Dos Passos.

## Literaire invloeden
Uit de brieven, autobiografie en collegedagboeken van John Dos Passos blijkt dat zijn literaire interesse vooral naar Europese voorbeelden uitging. Zo verwijst hij vaak naar Dante, Gibbon, Rabelais, Boccaccio, Robert Louis Stevenson, de King James Bible, futuristische poëzie en Joyce, waardoor zijn Amerikaanse invloeden wat uit beeld blijven. Degene die hij het meest noemt, is Walt Whitman, en in een lezing getiteld "The Great Tradition," waarin hij de ontwikkeling van de literatuur in het Engels volgt van Chaucer tot aan de modernisten, vermeldt hij slechts één werk uit de Amerikaanse literatuur: The Adventures of Huckleberry Finn van Mark Twain. Hij sprak zich ook lovend uit over het werk van de filosoof William James.

## Literair werk
- 1920 – One Man's Initiation-1917
- 1921 - Three Soldiers
- 1922 - A Pushcart at the Curb (poëzie)
- 1922 - Rosinante to the Road Again (reisverhalen)
- 1923 - Streets of Night
- 1925 – Manhattan Transfer
- 1927 - Facing the Chair
- 1927 - Orient Express (reisverhalen)
- 1934 - Three Plays (toneel)
- 1934 - In All Countries (reisverhalen)
- 1938 - Journeys Between Wars (reisverhalen)
- 1938 - U.S.A. (trilogy) trilogie, bestaande uit de delen:
  - 1930 - The 42nd Parallel
  - 1932 - Nineteen-Nineteen
  - 1936 - The Big Money
- 1941 - The Ground we Stand On (essay)
- 1944 - State of the Nation (essay)
- 1950 - The Prospect before Us (essay)
- 1952 - District of Columbia trilogie, bestaande uit de delen:
  - 1939 - Adventures of a Young Man
  - 1943 - Number One
  - 1949 - The Grand Design
- 1946 - Tour of Duty
- 1951 - Chosen Country
- 1954 - Most Likely to Succeed
- 1954 - The Head and Heart of Thomas Jefferson
- 1956 - The Theme Is Freedom (essay)
- 1957 - The Men Who Made the Nation (essay)
- 1958 - The Great Days
- 1959 - Prospects of a Golden Age
- 1961 - Midcentury
- 1962 - Mr. Wilson's War
- 1963 - Brazil on the Move
- 1964 - Occasions and Protests (essay)
- 1966 - The Shackles of Power
- 1966 - The Best Times: An Informal Memoir' (essay)
- 1971 - Easter Island: Island of Enigmas
- 1973 - The Fourteenth Chronicle: Letters and Diaries of John Dos Passos,  d. T. Ludington

## Werk als beeldend kunstenaar
Voordat hij een bekend schrijver werd, tekende en schilderde John Dos Passos. Tijdens de zomer van 1922 studeerde hij aan de Hamilton Easter Field's art colony in Wells, Maine. Veel van zijn boeken die het volgende decennium verschenen hadden covers en illustraties die hij zelf had gemaakt. In zijn werk vermengde hij elementen van het impressionisme, expressionisme en kubisme om zijn eigen unieke stijl te creëren. Zijn eerste tentoonstelling kreeg hij in de National Arts Club in New York in 1922, en het volgende jaar hing zijn werk in de Gertrude Vanderbilt Whitney Studio Club in New York. Hoewel Dos Passos nooit erkend werd als groot kunstenaar, bleef hij wel zijn hele leven schilderen. Zijn kunst weerspiegelde vaak zijn reizen in Spanje, Mexico, Noord-Afrika, en de straten en cafés van de wijk Montparnasse in Parijs die hij had bezocht met zijn goede vrienden Fernand Léger, Ernest Hemingway, Blaise Cendrars en anderen. 